# Ö

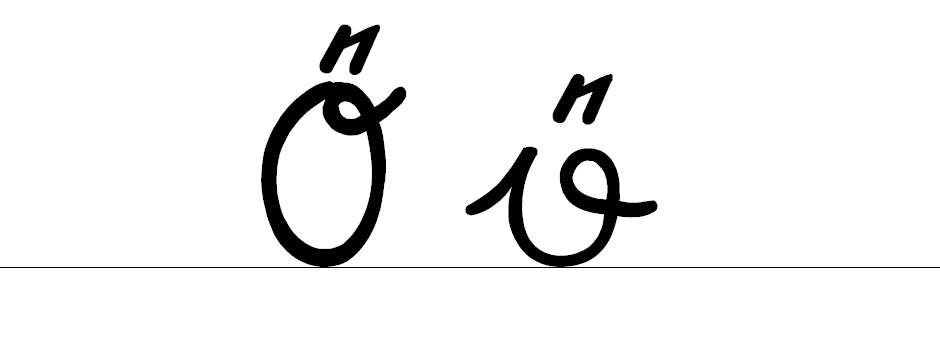
ジュッターリーン体。「O/o」の上に「e」の小文字が乗っている。

Ö は、ラテン文字 O にトレマないしウムラウト（¨）を付した文字で、小文字は ö。ドイツ語、エストニア語、フィンランド語、スウェーデン語、アイスランド語、ハンガリー語、トルコ語、アゼルバイジャン語などで用いられる。
ドイツ語では「オー・ウムラウト」（独: O-Umlaut）と呼び、O の変母音の発音（円唇前舌半狭母音 [ø] または円唇前舌半広母音 [œ]）を表す。
なお、スイスのドイツ語では大文字の Ö を使わず、 Oe を用いる（小文字の ö は用いる）。また、英文タイプライターなどでウムラウト（変母音）が表示できないときは大文字は Oe、小文字は oe と代用表記することになっている。
スウェーデン語ではこの1文字で「島」を意味するため、スウェーデン・フィンランドの島名に「-ö」または「-ön」の接尾辞がつけるものが多い・

## 他の手段による表現
- モールス信号: ---・

## 文字コード
| 大文字 | Unicode | JIS X 0213 | 文字参照             | 小文字 | Unicode | JIS X 0213 | 文字参照             | 備考 |
| ------ | ------- | ---------- | -------------------- | ------ | ------- | ---------- | -------------------- | ---- |
| Ö      | U+00D6  | 1-9-45     | &Ouml; &#xD6; &#214; | ö      | U+00F6  | 1-9-76     | &ouml; &#xF6; &#246; |      |